# جيمس وود
جيمس وود (بالإنجليزية: James Wood)‏ (8 مارس 1893 بسندرلاند في المملكة المتحدة - ) هو لاعب كرة قدم بريطاني (وحمل سابقاً جنسية المملكة المتحدة لبريطانيا العظمى وأيرلندا) في مركز الدفاع. لعب مع نادي بلاكبول وهدرسفيلد تاون ونادي ساوث شيلدز ‏.

## وصلات خارجية
- جيمس وود على موقع قاعدة بيانات كرة القدم.إي يو (الإنجليزية)
- جيمس وود على موقع قاعدة بيانات كرة القدم.إي يو (الإنجليزية)